# Удмурт-Сада
Удмурт-Сада — деревня в Ярском районе Удмуртии, входит в состав муниципального образования Зюинское сельское поселение.

## География
Располагается на реке Сада, в 18 км западнее Яра.

## История
Деревня Удмурт-Сада (местное название — Гучин) расположена в Ярском районе Удмуртии. Её название имеет глубокие исторические корни.
- Гучин — от удмуртского слова, означающего «селище» (место, где раньше было поселение).
- Сада — вероятно, происходит от самодийских или финно-угорских корней. В среднененецком языке слово «сада» означает «лужа», что может указывать на особенности местности[2].

Существует несколько версий происхождения названия:
- Первопоселенец мог быть смуглым или темноволосым (по-удмуртски «сьӧд тэль» — «тёмный лес»)[3].
- Деревня могла возникнуть на месте древнего поселения, отчего и получила название Гучин.

Несмотря на удмуртское название, к XXI веку в деревне проживали преимущественно русские. Это объясняется либо переселением удмуртских семей в другие земли, либо их ассимиляцией после крещения в XVIII веке.

### Первые упоминания в документах
Деревня Садинская (первоначальное название) впервые упоминается в 1717 году в Ландратской переписи как населённый пункт Каринской волости Слободского уезда.
- 1719 г. (1-я ревизия) — в деревне проживало 37 мужчин.
- 1748 г. (2-я ревизия) — 71 мужчина, указаны как «крещеные из отяков» (удмуртов).
- 1762—1764 гг. (3-я ревизия) — 84 мужчины и 92 женщины.

В XIX веке деревня входила в Глазовский уезд Вятской губернии и носила название Вотская Сада (то есть «удмуртская Сада»).

### Развитие в XIX — начале XX века
- 1859—1873 гг. — в деревне 51 двор, 462 жителя.
- 1891 г. — 73 семьи, 510 человек, основное занятие — дрововоз.
- 1905 г. — 68 дворов, 495 жителей.

В этот период деревня входила в Юрскую волость, а её жители были государственными крестьянами.

### Советский период
- 1924 г. — деревня называлась Вотская Сада, входила в Уканскую волость Глазовского уезда.
- 1932 г. — переименована в Удмуртскую Саду.
- По данным на 1 августа 1957 года деревня Удмурт Сада входила в Бачумовский сельсовет[4].
- 1959 г. — 265 жителей, преимущественно удмурты.

В советское время деревня была фермой совхоза.

## Население
К 1979 году число жителей составляло 108 человек.
| 2010 | 2012 |
| ---- | ---- |
| 23   | ↘20  |